# 김제 청룡사 목조관음보살좌상
김제 청룡사 목조관음보살좌상(金堤 靑龍寺 木造觀音普薩坐像)은 전북특별자치도 김제시 금산면, 청룡사에 있는 불상이다. 1997년 7월 18일 전라북도의 유형문화재 제156호로 지정되었다가, 2014년 7월 2일 문화재청장이 국가지정문화재(보물) 지정예고 절차를 거쳐, 2014년 9월 11일 대한민국의 보물 제1833호로 승격되었다.

## 보물 지정사유
김제 청룡사 목조관음보살좌상은 완주 봉서사 향로전에 봉안하기 위해 제작된 관음보살상이다. 특히 1655년이라는 정확한 제작시기와 조능이라는 조각승, 봉서사 향로전이라는 봉안장소, 그리고 왕실의 안녕과 모든 중생의 성불을 염원하는 발원문을 남기고 있어 17세기 중엽경 불상연구에 기준이 되는 작품이다. 불상의 양식도 조선후기의 미의식인 대중적인 평담미를 담담하게 담아내어 비록 상은 소형이지만 이 시기의 특징을 잘 반영하고 있다.
조각승 조능은 스승인 법령을 통해 조각적 역량을 키웠으며, 특히 선배로 추정되는 혜희에게서 큰 영향을 받은 것으로 보인다. 이 불상은 태진(太顚), 현진(玄眞), 청헌(淸憲), 응원(應元), 인균(印均) 등과 함께 조각활동을 했던 법령의 조각유파가 혜희를 거쳐 어떻게 전개되고 발전되어 가는지를, 이 작품을 통해 알 수 있다는 점에서 중요한 조각적 의미를 가진다. 또한 현재까지 조능이 수조각승으로 참여한 작품 가운데 시기적으로 가장 빠른 작품이라는 점도 중요하다. 비록 이 시기 다른 불상에 비해 규모는 작지만, 발원문과 함께 국가지정문화재(보물)로 지정하여 보호할 필요가 있다고 생각한다.

## 복장유물 목록
| 번호 | 명칭   | 재질     | 수량 | 연대     | 크기(cm)          | 비고 |
| 1    | 발원문 | 백지묵서 | 1    | 1655년   | 41×33.2           | * 時維 大淸順治十二年歲次乙未五月 端午日畢造全州鳳栖寺香爐殿觀音 菩薩尊像一座… |
| 2    | 후령통 | 동       | 1    | 1655년경 | 높이 9.6 직경 2.0 | * 후령통은 청색의 폭자에 쌓여있고, 폭자의 사방에는 붉은색으로 四方 呪를 적었다. 후령통은 세장한 모양으로, 원통형 의 몸통에 연봉형의 팔엽개가 덮은 형태이다. 몸통의 사방에는 종이로 제작한 사방경을 붙이고 오색실로 고정하였다. 후령통 내에는 오보병 이 납입되어 있다 |

## 같이 보기
- 청룡사

## 참고 자료
- 김제 청룡사 목조관음보살좌상 - 국가유산청 국가유산포털